# 101. vestlige længdekreds
Den 101. vestlige længdekreds (eller 101 grader vestlig længde) er en længdekreds, der ligger 101 grader vest for nulmeridianen. Den løber gennem Ishavet, Nordamerika, Stillehavet, det Sydlige Ishav og Antarktis.